# Tetraloniella spissa
Tetraloniella spissa là một loài Hymenoptera trong họ Apidae. Loài này được Cresson mô tả khoa học năm 1872.